# Stelis trichopyga
Stelis trichopyga är en biart som beskrevs av Timberlake 1941. Stelis trichopyga ingår i släktet pansarbin, och familjen buksamlarbin. Inga underarter finns listade i Catalogue of Life.